# Tapiratiba
Tapiratiba is een gemeente in de Braziliaanse deelstaat São Paulo. De gemeente telt 12.410 inwoners (schatting 2009).

## Aangrenzende gemeenten
De gemeente grenst aan Caconde, Mococa, São José do Rio Pardo,  Guaranésia (MG), Guaxupé (MG) en Muzambinho (MG).